# Pachycnemia nigrescens
Pachycnemia nigrescens är en fjärilsart som beskrevs av Barend J. Lempke 1951. Pachycnemia nigrescens ingår i släktet Pachycnemia och familjen mätare. Inga underarter finns listade i Catalogue of Life.